# Kye Rowles
Kye Rowles, né le 24 juin 1998 à Kiama en Australie, est un footballeur international australien qui évolue au poste de défenseur central à D.C. United.

## Biographie

### En club
Né à Kiama en Australie, Kye Rowles commence sa carrière au Brisbane Roar. Il joue son premier match en professionnel le 25 février 2017, à l'occasion d'une rencontre de championnat face au Wellington Phoenix FC. Il entre en jeu à la place de Joe Caletti et son équipe s'incline par deux buts à un.
Le 10 juin 2022, Kye Rowles s'engage en faveur du club écossais de Heart of Midlothian. 
Rowles inscrit son premier but pour les Hearts le 28 août 2022, lors d'une rencontre de championnat face au St Johnstone FC. Titulaire, il marque le but égalisateur de la tête sur un service de Gary Mackay-Steven et son équipe l'emporte par trois buts à deux.
Le 15 janvier 2025, Kye Rowles rejoint les États-Unis afin de s'engager en faveur de D.C. United. Il signe un contrat courant jusqu'en décembre 2026 avec une année supplémentaire en option.

### En sélection nationale
Avec les moins de 17 ans, il participe à la Coupe du monde des moins de 17 ans en 2015. Lors du mondial junior organisé au Chili, il joue quatre matchs. L'Australie s'incline en huitième de finale face au Nigeria.
Il dispute ensuite lors de l'été 2021, les Jeux olympiques d'été de 2020. Lors du tournoi olympique, il joue deux matchs. Avec un bilan d'une seule victoire et deux défaites, l'Australie est éliminée dès le premier tour.
Rowles honore sa première sélection le 1er juin 2022, lors d'une rencontre amicale face à la Jordanie. Il est titularisé et son équipe s'impose par deux buts à un.
Le 8 novembre 2022, il est sélectionné par Graham Arnold pour participer à la Coupe du monde 2022.
Rowles inscrit son premier but en sélection le 21 mars 2024, contre le Liban. Titulaire, il participe à la victoire de son équipe par deux buts à zéro.